# Murillo el Fruto
Murillo el Fruto é um município da Espanha na província e comunidade foral (autónoma) de Navarra. Tem 33,79 km² de área e em 2021 tinha 665 habitantes (densidade: 19,7 hab./km²).

## Demografia
| Variação demográfica do município entre 1991 e 2004 | Variação demográfica do município entre 1991 e 2004 | Variação demográfica do município entre 1991 e 2004 | Variação demográfica do município entre 1991 e 2004 |
| --------------------------------------------------- | --------------------------------------------------- | --------------------------------------------------- | --------------------------------------------------- |
| 1991                                                | 1996                                                | 2001                                                | 2004                                                |
| 837                                                 | 780                                                 | 740                                                 | 748                                                 |